# 西德尼·达林顿
西德尼·达林顿（英語：Sidney Darlington，1906年7月18日—1997年10月31日）是一位美国电气工程师，于1953年发明了达灵顿晶体管。他推动了网络理论的发展，开发了插入损耗综合方法，并发明了线性调频雷达（chirp radar）、轰炸瞄准器以及枪支和火箭制导系统。
1928年，达林顿以优异成绩获得哈佛大学物理学理学学士学位，并被选为美国大学优秀生联谊会成员。1929年，他又获得了麻省理工学院的电气工程理学学士学位，并于1940年获得哥伦比亚大学物理学博士学位。
1945年，他由于在二战期间的贡献而被授予美国最高平民荣誉——总统自由勋章。由于他在电气网络理论、雷达和制导系统方面的贡献，他当选为美国国家工程院的院士。1975年，他获得了IEEE爱迪生奖章，“以表彰他对网络理论的基本贡献以及在雷达系统和电子电路方面的重要发明”，并于1981年获得IEEE荣誉奖章，“以表彰他对滤波和信号处理的基本贡献，从而促成了线性调频雷达的发明”。
他在美国新罕布什尔州埃克塞特的家中去世，享年91岁。